# Diocèse de Scranton
Le diocèse de Scranton (Dioecesis Scrantonensis) est un territoire ecclésiastique de l'Église catholique romaine aux États-Unis. Son siège est à la cathédrale Saint-Pierre de Scranton en Pennsylvanie. Il est suffragant de l'archidiocèse de Philadelphie.

## Territoire
Le territoire du diocèse englobe onze comtés du nord-est de la Pennsylvanie et 178 paroisses.

## Ordinaires
- Liste des évêques de Scranton

## Historique
Le diocèse a été érigé le 3 mars 1868, recevant son territoire du diocèse de Philadelphie (aujourd'hui archidiocèse). 

## Églises importantes
L’église principale du diocèse est la cathédrale Saint-Pierre de Scranton.
On trouve à Scranton une autre église remarquable, la basilique Sainte-Anne, déclarée basilique mineure par Jean-Paul II, et désignée sanctuaire national par la Conférence des évêques catholiques des États-Unis.
Il y a eu dans le diocèse, jusqu’à sa fermeture  en 2011, un autre sanctuaire national, le sanctuaire du Sacré-Cœur-de-Jésus de Harleigh.

### Articles liés
- Liste des juridictions catholiques aux États-Unis
- Église catholique aux États-Unis